# نباهت البيرق
نباهت البيرق (بالتركية: Nebahat Albayrak)‏ (مواليد 10 أبريل 1968) سياسية تركية-هولندية سابقة. وعضوة سابقة في البرلمان الهولندي عن حزب العمال. احتلت في الأعوام 2007 وحتى 2007 وحتى 2010 منصب وزيرة العدل في هولندا في حكومة بالكنإنده الرابعة حيث كانت أحد وزيرين مسلمين في تلك الحكومة (مع أحمد أبو طالب).

## وصلات خارجية
- نبهات البيرق من موقع وزراة العدل
- نبهات البيرق من موقع حزب العمال